# ميغارا
ميغارا: (باليونانية:Μέγαρα)، (بالإنجليزية:Megara)، مدينة يونانية ومركز لبلدية تقع في جنوب وسط البلاد وهي تقع ضمن مقاطعة آتيكا الغربية التي تتبع إدارياً لإقليم آتيكا الإداري.

## الموقع والسكان
تقع المدينة على الساحل الشمالي للخليج الساروني مقابل جزيرة سالامينا، وذلك ضمن بداية برزخ كورنث والذي يربط بين شبه جزيرة المورة وَباقي الأرض اليونانية القارية.
تبعد المدينة مسافة 20 كيلومتر عن إلفسينا مركز مقاطعة آتيكا الغربية، ومسافة 40 كيلومتر إلى الغرب من أثينا عاصمة البلاد.
يبلغ عدد سكان المدينة (23) ألف نسمة، بينما يصبح عدد سكان بلدية ميغارا ككل حوالي (28) ألف نسمة.

## التسمية والميثولوجيا
اسم المدينة قديم جداً ويعود لفترة الاستيطان الـدوري في اليونان، وهو يعني البيوت الكبيرة باللغة اليونانية القديمة. وبحسب الأسطورة كانت ميغارا في تلك الفترة تعتبر إحدى الأقسام الأربعة لآتيكا، التي كان يحكمها الملوك الأسطوريين الأربعة أولاد الملك بانديون الثاني، وكان ملكها يدعى نيسوس (Nisos).

## التاريخ
كانت ميغارا من أوائل الدول-المدن في بلاد الإغريق القديمة، ويعتقد أن الدوريون هم من أسسواها، والتي ساهم موقعها الاستراتيجي بين وسط اليونان والبيلوبونيز بازدهارها السريع، وسرعان ما أصبح لها ميناءان تجاريين أحدهما على الخليج الساروني والآخر على خليج كورنث. بدأت المدينة تمارس نشاطاً استعمارياً بين عامي 750 ق.م وَ 500 ق.م. حيث أنشأت مستوطنات عديدة ضمن البحر المتوسط أهمها بيزنطة، ميغارا هيبلايا في صقلية وغيرها.
انضمت قبل العام 500 ق.م. بقليل إلى الرابطة البيلوبونيزية، واشتركت في الحروب الميدية، ولكنها ومع نهاية هذه الحروب وجدت نفسها في صراع حدودي مع كورنث الأمر الذي أدى بها إلى وضع نفسها تحت حماية أثينا (470 ق.م.) التي بنت أسوار دفاعية عالية حول ميغارا وقامت باحتلالها عبر حامية عسكرية.
ثار الميغاريون على أثينا بعد هزيمتها أمام البيوتيين، الأمر الذي أدى بأثينا إلى إصدار ما عرف بالمرسوم الميغاري، والذي أدى إلى اندلاع الحروب البيلوبونيزية، عندما تحالفت ميغارا مع أسبرطة.
تحالفت المدينة مع أثينا ضد فيليب المقدوني، ولكنها دمرت ونهبت على إثر ذلك عام 307 ق.م. ولم تعد بعد ذلك أبداً إلى أهميتها القديمة.
دخلها الرومان خلال الحروب الأخائية عام 146 ق.م.

## المعالم الأساسية
المدينة مبنية بين سفوح تلتين كانت تقوم عليهما القلعتان التوأم للمدينة، لم يبق من الأبنية العديدة التاريخية والتي وصفها الرحالة باوسانياس إلا:
- نافورة ثياجين (Theagenes).
-بقايا معبد أثينا المحول إلى كنيسة جميلة.
-العديد من أساسات البيوت المبنية من الحجر البحري الأبيض (تعود للفترة الكلاسيكية).
هذا بالإضافة إلى متحف ميغارا الأركيولوجي، وأيضاً متحف ميغارا الفلكلوري.

## متفرقات
- من أهم أبناء ميغارا في العصر الكلاسيكي بيزاس (Byzas) والذي أعطى اسمه لمدينة بيزنطة، وأيضاً الشاعر ثيوغنيس (Theognis)، وأيضاً الفيلسوف إقليدس.
- ترتبط المدينة مع أثينا عبر قطار الضواحي السريع.
- ترتبط ميغارا مع أثينا عبر الطريق السريع E-94 والذي يربط شمال اليونان مع شبه جزيرة المورة.

## وصلات خارجية
- موقع المدينة الرسمي